# Neus Múrcia i Sadurní
Neus Múrcia i Sadurní   (Vilanova i la Geltrú, 3 de febrer de 2001) és una pilot de trial catalana. Ha estat campiona del món en categoria Trial2 femenina (2017) i dues vegades campiona d'Espanya femenina (el 2013 en categoria TR2 i el 2019 en l'absoluta). El 2019 va guanyar el Trial de les Nacions en categoria femenina com a membre de l'equip estatal. A començaments del 2020 va anunciar que es retirava de la competició d'alt nivell per manca de suport econòmic.

## Trajectòria esportiva
Estudiant i esportista del Centre d'Alt Rendiment de Sant Cugat, Neus Múrcia va començar a competir al Campionat de Catalunya de trial infantil el 2009 i el 2012 va guanyar-lo en categoria "Base 80". El 2013 el va guanyar en categoria "Open Women" i "Promo 80", així com el Campionat d'Espanya en categoria "Femení B" (TR2). El 2014 disputà la seva primera prova del mundial de trial femení i fou nominada rookie of the year ("debutant de l'any") per la FIM. El juliol del 2017 fou nominada Rider of the month ("pilot del mes") per la FIM i va guanyar el Campionat de Catalunya en categoria "Promo Women". Durant bona part de la seva carrera, Neus Múrcia va formar part de l'equip RTS Stihl Beta, de Caldes de Montbui, un equip format exclusivament per noies.

## Palmarès
Font:
| Any          | Motocicleta  | C. del Món femení | TDN femení | C. d'Espanya femení |
| ------------ | ------------ | ----------------- | ---------- | ------------------- |
| 2013         | Gas Gas      | -                 | -          | 1a TR2              |
| 2014         | Gas Gas      | 16a               | -          | -                   |
| 2015         | Beta         | 23a               | -          | 5a                  |
| 2016         | Beta         | -                 | -          | 5a                  |
| 2017         | Beta         | 1a Trial2         | -          | -                   |
| 2018         | Beta         | 5a                | 2a         | 2a                  |
| 2019         | Gas Gas      | 4a                | 1a         | 1a                  |
| Total títols | Total títols | 1                 | 1          | 2                   |

Notes
1. ↑   La classificació consignada a TDN fa referència a la posició final obtinguda per l'equip estatal
2. ↑   Al total de títols s'hi compten tots els campionats internacionals guanyats, incloent-hi el TDN